# Ptychadena longirostris
Ptychadena longirostris là một loài ếch trong họ Ptychadenidae.
Nó được tìm thấy ở Bờ Biển Ngà, Ghana, Guinea, Liberia, Nigeria, Sierra Leone, có thể cả Bénin, có thể cả Senegal, và có thể cả Togo.
Các môi trường sống tự nhiên của chúng là các khu rừng ẩm ướt đất thấp nhiệt đới hoặc cận nhiệt đới, đầm nước ngọt có nước theo mùa, và kênh đào và mương rãnh. Loài này đang bị đe dọa do mất môi trường sống.